# Ulrich Buff
Ulrich Buff (* 9. März 1704 in Wald AR; † 20. Oktober 1772 in Wald AR; heimatberechtigt in Wald AR) war ein Schweizer Textilunternehmer aus dem Kanton Appenzell Ausserrhoden.

## Leben
Ulrich Buff war ein Sohn des Kaufmanns Ulrich Buff. 1730 heiratete er Katharina Schläpfer, Tochter des Gemeindehauptmanns Ulrich Schläpfer in Speicher. Das Ehepaar hatte sieben Söhne. Ulrich Buff übernahm das väterliche Textilhandelsgeschäft in Wald AR und baute es mit seinen Söhnen und seinem Schwiegervater aus. Der Geschäftsbereich umfasste vor allem Frankreich und Süddeutschland. In den Jahren 1764 und 1766 findet sich das Handelszeichen des Familienunternehmens im Markenbuch der Textilhändler von Lyon, ab 1771 ist die Firma Bouff Père & Fils in den Listen der Schweizer Kaufleute in Lyon aufgeführt.